# Judo en los Juegos Europeos de Cracovia 2023
El torneo de judo en los III Juegos Europeos se realizó en la Arena de Krynica-Zdrój (Polonia) el 1 de julio de 2023.
En este deporte solo fue disputada la prueba de equipo mixto.

## Medallistas
| Evento                    | Oro | Plata | Bronce |
| ------------------------- | --- | --- | --- |
| Equipo mixto (1 de julio) | Georgia · Lasha Bekauri · Beka Gviniashvili · Lasha Shavdatuashvili · Guram Tushishvili · Guela Zaalishvili · Eter Askilashvili · Eteri Liparteliani · Sopio Somjishvili | Alemania · Erik Abramov · Losseni Kone · Martin Matijass · Eduard Trippel · Seija Ballhaus · Miriam Butkereit · Renée Lucht · Giovanna Scoccimarro · Pauline Starke | Países Bajos · Frank de Wit · Michael Korrel · Jesper Smink · Jelle Snippe · Pleuni Cornelisse · Sanne van Dijke · Hilde Jager · Marit Kamps · Karen Stevenson Italia · Kwadjo Anani · Edoardo Mella · Nicholas Mungai · Christian Parlati · Gennaro Pirelli · Thauany Capanni Dias · Cecilia Betemps · Odette Giuffrida · Irene Pedrotti · Asya Tavano |

## Medallero
| Núm. | País         | Oro | Plata | Bronce | Total |
| ---- | ------------ | --- | ----- | ------ | ----- |
| 1    | Georgia      | 1   | 0     | 0      | 1     |
| 2    | Alemania     | 0   | 1     | 0      | 1     |
| 3    | Italia       | 0   | 0     | 1      | 1     |
| 3    | Países Bajos | 0   | 0     | 1      | 1     |
|      | TOTAL        | 1   | 1     | 2      | 4     |